# Liste der Kulturdenkmäler in Dörth
In der Liste der Kulturdenkmäler in Dörth sind alle Kulturdenkmäler der rheinland-pfälzischen Ortsgemeinde Dörth aufgeführt. Grundlage ist die Denkmalliste des Landes Rheinland-Pfalz (Stand: 27. Oktober 2023).

## Einzeldenkmäler
| Bezeichnung                                       | Lage               | Baujahr                | Beschreibung | Bild                           |
| ------------------------------------------------- | ------------------ | ---------------------- | --- | ------------------------------ |
| Katholische Pfarrkirche St. Philippus und Jakobus | Hauptstraße 7 Lage | 1922/23                | Saalbau, 1922/23 | weitere Bilder Fotos hochladen |
| Quereinhaus                                       | Schulstraße 7 Lage | frühes 19. Jahrhundert | Fachwerk-Quereinhaus, teilweise massiv und verschiefert, Krüppelwalmdach, frühes 19. Jahrhundert; bauliche Gesamtanlage | Fotos hochladen                |